# Marotiri

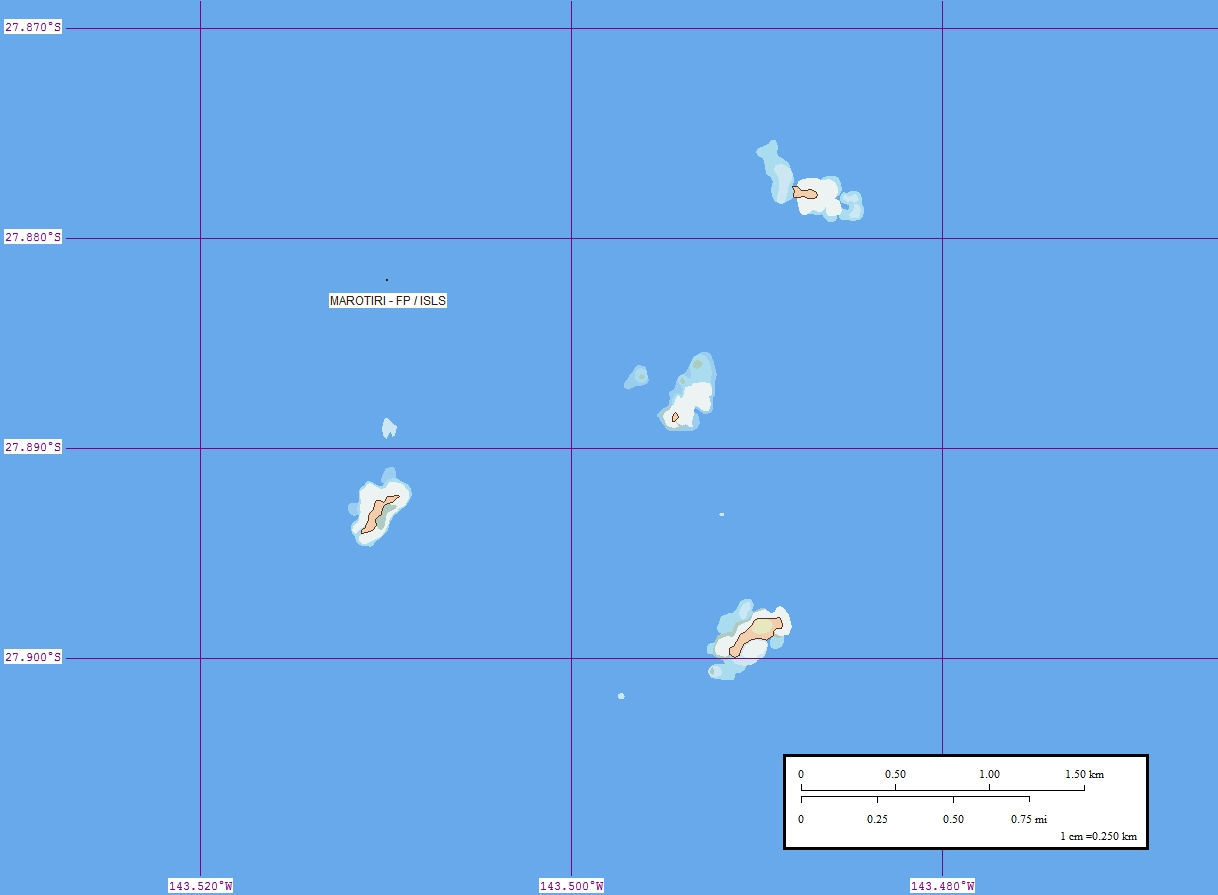
Mapa de Marotiri

Marotiri, o illots de Bass, és un grup d'illots rocosos de les illes Australs, a la Polinèsia Francesa. Depenen de la comuna de Rapa que es troba a 75 km al nord-oest. Està format per quatre illots i sis roques en forma d'agulla que emergeixen d'una plataforma submergida de 5 km de diàmetre i 100 m de profunditat. En total la superfície emergida és de 0,04 km². L'altitud màxima és a la roca Meridional, amb 105 m. Geològicament són les illes més joves de les Australs.
Les roques pràcticament no tenen vegetació. És un lloc de pesca abundant.
Van ser descoberts per George Bass que va identificar amb les Cuatro Coronadas de Quirós.